# Zoë Quinn

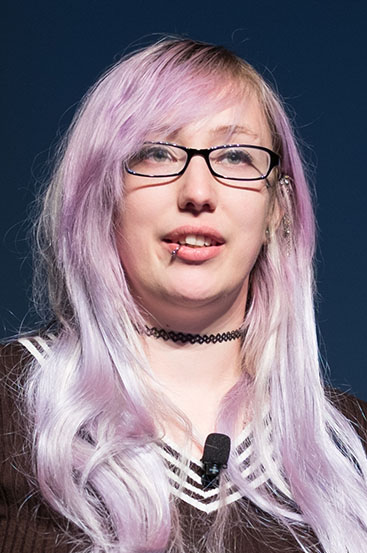
Zoë Quinn beim XOXO Festival in Portland, Oregon (2015)

Zoë Tiberius Quinn (geboren als Chelsea van Valkenburg 1987 in den USA) ist im Bereich Spieleentwicklung, Programmierung, sowie schriftstellerisch und künstlerisch tätig. Quinn identifiziert sich als nichtbinär und lebt in Boston. Quinn entwickelte das interaktive fiktionale Spiel Depression Quest, das 2013 veröffentlicht wurde. Im Jahr 2014 löste ein Blog-Post von Quinns Ex-Freund die Gamergate-Kontroverse aus, in der Quinn Opfer von Online-Hassbotschaften wurde.

## Leben
Zoë Quinn wuchs als Einzelkind in einer kleinen Stadt in der Nähe der Adirondack Mountains in New York auf. Quinn unternahm bereits mit 12 Jahren einen Suizidversuch und wurde mit 14 als depressionserkrankt diagnostiziert. Darüber hinaus hat Quinn ADHS. Nach den Ereignissen um GamerGate wurde bei Quinn darüber hinaus eine Posttraumatische Belastungsstörung diagnostiziert.
Der Vater schenkte Quinn nach eigenen Aussagen einen gebrauchten Computer, eine 3DO-Konsole, die er auf einem Flohmarkt erstanden hatte. Die Videospiele darauf wurden zur Zuflucht, darunter Commander Keen, eine MS-DOS-Serie mit einem achtjährigen Protagonisten, der aus Gegenständen, die er in der Nähe seines Hauses gefunden hat, ein Raumschiff baut und dann zur Verteidigung der Erde durch die Galaxis reist.
Nach dem Abschluss der High School blieb Quinn zunächst weitere sechs Jahre in der Heimatregion, litt in Intervallen an Depressionen und arbeitete sich durch eine Reihe von Kurzzeittätigkeiten, darunter Strippen, in Punkbands singen, aber auch beim Einzelhandelsunternehmen GameStop. Mit 19 heiratete Quinn und das Paar lebte von der Hand in den Mund, schlief zum Teil im Auto oder betrieb CouchSurfing bei Freunden. Die Beziehung endete 2010.
Quinn hatte im Januar 2017 ein Coming-out als nichtbinär und verwendet seitdem in geschlechtsneutraler Weise für sich das singulare Fürwort they.

## Wirken
Mit 24, nach dem Ende der Ehe, zog Quinn nach Toronto in Kanada und programmierte im Rahmen eines sechswöchigen Kurses über die Entwicklung von Videospielen zum ersten Mal ein Spiel. In einem Interview gegenüber dem Magazin The New Yorker bekannte Quinn 2014: „Ich hatte das Gefühl, meine Berufung gefunden zu haben“.

### Depression Quest
Eine von Quinns frühesten kreativen Arbeiten, Depression Quest, ist im Stil von Geschichten nach dem Prinzip Choose Your Own Adventure konzipiert. Das Spiel vollzieht den Alltag einer depressiven Person nach. Dazu gehört, dass gesunde oder der Situation angemessene Entscheidungswege aufgrund der Erkrankung nicht zugänglich sind. Es entstand aus Quinns wiederkehrender eigener Depressionserfahrung und dem Wunsch, anderen Menschen die subjektive Erfahrung Depressiver in ihren Krankheitsphasen zu verdeutlichen. Depression Quest wurde am Valentinstag 2013 veröffentlicht.
Es wurde mit mehreren Preisen ausgezeichnet, so als Best Narrative Game beim Boston FIG Fest, Best in Category beim Mass DiGi, wurde in die offizielle Auswahl von Indiecade im Jahr 2013 aufgenommen und erhielt eine lobende Erwähnung bei der Mozilla GameOn Competition.

### Weitere Projekte
Im Dezember 2013 erstellte Quinn die Game Developer Help List, die erfahrene Spieleentwickler und neue Entwickler miteinander in Kontakt bringen sollte. Die Liste erwies sich als so großer Erfolg, dass die Internet-Anwendung Google Docs vom Zuspruch zeitweise lahmgelegt war. Darüber hinaus lieh Quinn Spielen wie Fez (2012) und Jazzpunk (2014) die Stimme und war an der Qualitätssicherung von They Bleed Pixels (2012) beteiligt. Ab 2014 arbeitete Quinn an einem Full-Motion-Videospiel mit Greg Sestero in der Hauptrolle. 2015 war Quinn beratend für das narrative Design des iOS-Spiels Framed von Loveshack Entertainment tätig.
2015 schrieb Quinn ein Kapitel für Videogames for Humans, ein Buch über Spiele, die mit dem Twine-Tool erstellt wurden. Quinn trug auch ein Kapitel zum Buch The State of Play: Sixteen Voices on Video Games über die Erfahrungen mit Depression Quest und die Hasskampagne, der sich Quinn anschließend im Netz ausgesetzt sah. 2015 trat Quinn im Dokumentarfilm GTFO (Get the F&#% Out) von Shannon Sun-Higginson auf. Der Dokumentarfilm befasst sich mit Sexismus in der Gameszene. Darüber hinaus schrieb Quinn auch ein Szenario für Widow’s Walk, eine Erweiterung für das Brettspiel Betrayal at House on the Hill, welches 2016 veröffentlicht wurde.

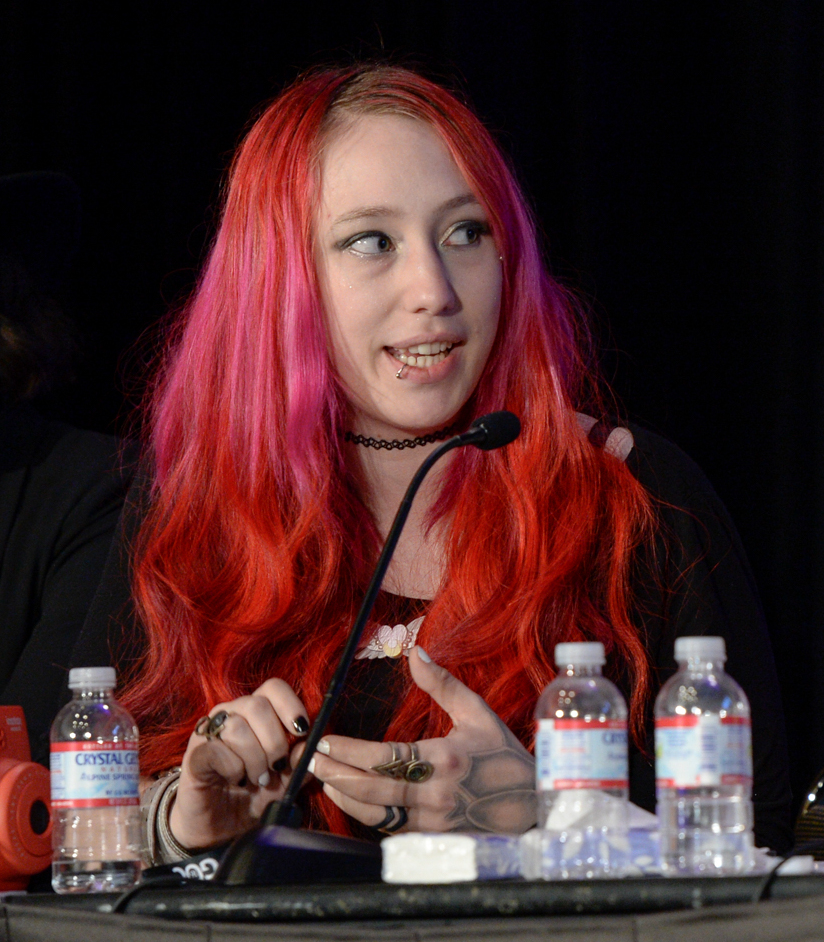
Quinn auf dem Panel der Game Developers Conference im März 2016

Im September 2016 wurde berichtet, dass Quinn mit dem Autor schwuler erotischer Literatur, Chuck Tingle, an einer Full-Motion-Dating-Simulation unter dem Arbeitstitel The Tingler arbeite. Das Spiel warb mehr als 85.000 US-Dollar an Spendengeldern auf Kickstarter ein, wurde jedoch bislang noch nicht veröffentlicht. Im Januar 2018 wurde auch Quinns Rolle als Narrative Designer beim zweiten Spiel der Firma Heart Machine, Solar Ash Kingdom, bekannt gegeben.
2018 arbeitete Quinn mit dem Illustrator Robbi Rodriguez zusammen an Goddess Mode, einem der letzten Comics des Comicverlages DC Vertigo. Während der erste Band noch als Printausgabe erschien, sind die Bände 2–6 lediglich als E-Books erhältlich. 2019 kooperierte Quinn mit dem Zeichner Philip Murphy bei The Addams Family: The Bodies Issue und mit Claire Roe bei der Fearless-Reihe von Marvel. Zu dieser Reihe steuerte Quinn Band 3 bei.
Quinn interessiert sich für Human Enhancement und ließ sich einen NTAG216-Chip in den Handrücken implantieren, der für verschiedene Funktionen programmiert werden kann. Quinn hat außerdem seit Oktober 2013 ein magnetisches Implantat im linken Ringfinger.

### GamerGate-Kontroverse
Im August 2014 veröffentlichte Eron Gjoni, ein Ex-Freund von Quinn, einen längeren Blogbeitrag, in dem er seine Beziehung zu Quinn detailliert schilderte. Er behauptete darüber hinaus, der Computerspiele-Journalist Nathan Grayson vom Online-Magazin Kotaku, mit dem Quinn eine kurze Affäre hatte, habe über Depression Quest eine positive Kritik veröffentlicht, ohne die Beziehung offenzulegen. Später zeigte sich, dass Grayson Quinn nur ein einziges Mal kurz erwähnt hatte, und zwar nicht während ihrer Beziehung und auch nicht im Gamebereich. Diese Anschuldigungen lösten die GamerGate-Debatte aus. Quinn wurde lange Zeit belästigt, unter anderem durch Doxing, erhielt Vergewaltigungs- und Todesdrohungen. Die GamerGate-Kontroverse führte dazu, dass Sexismus in der Gamerszene weltweit öffentlich als Problem wahrgenommen wurde.
Im Januar 2015 war Quinn an der Gründung von Crash Override beteiligt, einem privaten Netzwerk zur Unterstützung von Opfern von Online-Hass, das sich im März 2015 mit Randi Harpers Initiative zur Prävention von Online-Missbrauch, Online Abuse Prevention Initiative (OAPI), zusammenschloss.
Am 24. September 2015 sprach Quinn zusammen mit Anita Sarkeesian vor den Vereinten Nationen über Online-Hass. In ihrer Rede machte Quinn die Notwendigkeit deutlich, dass Technologieunternehmen eine angemessene Strategie zum Schutz von Randgruppen anbieten müssten.
Im September 2017 veröffentlichte Quinn mit Crash Override: How Gamergate (Almost) Destroyed My Life, and How We Can Win the Fight Against Online Hate eine autobiografische Aufarbeitung von GamerGate. Das Buch wurde für den Hugo Award 2018 in der Kategorie Best Related Work nominiert.

## Publikationen

### Sachbuch
- Crash Override: How Gamergate (Nearly) Destroyed My Life, and How We Can Win the Fight Against Online Hate. PublicAffairs, New York 2017, ISBN 978-1-61039-808-4.

### Comic
- mit Robbi Rodriguez: Goddess Mode. DC Vertigo 2018–2019, Bde. 1–6.
- mit Philip Murphy: The Addams Family: The Bodies Issue. IDW Publishing, San Diego 2019.
- mit Claire Roe: Fearless, Bd. 3, Marvel Comics, New York 2019.
- mit Viktor Bogdanovic, Brent Peeples, Arif Brianto: Deathbringer. Reihe: The Infected. Band 1. DC Comics, New York 2019.

### Spiele
- 2013 Depression Quest